# Pacto Histórico
Pacto Histórico Colombia Puede és una coalició política de Colòmbia formada per partits i moviments polítics d'esquerra i centreesquerra d'ideologia progressista i socialdemòcrata. Va ser presentada l'11 de febrer de 2021 mitjançant una roda de premsa en què van participar diversos líders i lideresses polítiques.

## Història
L'11 de febrer de 2021 es va presentar oficialment en una roda de premsa la coalició amb vista a les eleccions legislatives i presidencials de 2022. Entre els líders que van conformar la coalició destaquen Gustavo Petro, Iván Cepeda, María José Pizarro i Francia Márquez, i moviments polítics com la Unión Patriótica, el Pol Democràtic Alternatiu i els Comuns. El bloc polític es va marcar el propòsit de presentar una llista al congrés i una candidatura que pogués arribar a la presidència de la República.

## Resultats electorals

### Eleccions Legislatives
| Any  | Senat     | Senat | Senat    | Cambra de Representants | Cambra de Representants | Cambra de Representants |
| Any  | Vots      | %     | Escons   | Vots                    | %                       | Escons                  |
| ---- | --------- | ----- | -------- | ----------------------- | ----------------------- | ----------------------- |
| 2022 | 2.800.730 | 17.35 | 20 / 108 | 2.710.485               | 17.35                   | 28 / 188                |

### Eleccions Presidencials
| Any  | Candidats     | Candidats       | 1a Volta  | 1a Volta | 2a Volta   | 2a Volta | Resultat  |
| Any  | President     | Vicepresident   | Vots      | %        | Vots       | %        | Resultat  |
| ---- | ------------- | --------------- | --------- | -------- | ---------- | -------- | --------- |
| 2022 | Gustavo Petro | Francia Márquez | 8.541.617 | 40.34    | 11.279.178 | 50.45    | Guanyador |